# Sternidius mimeticus
Sternidius mimeticus es una especie de escarabajo longicornio del género Sternidius, tribu Acanthocinini, subfamilia Lamiinae. Fue descrita científicamente por Casey en 1891.
La especie se mantiene activa durante los meses de marzo, abril, mayo, junio, julio, agosto, septiembre y octubre.

## Descripción
Mide 4,2-8,5 milímetros de longitud.

## Distribución
Se distribuye por Estados Unidos y México.